# ヤロスラフ・スヴャトポルコヴィチ
ヤロスラフ・スヴャトポルコヴィチ（スヴャトポルチチ）（ロシア語: Ярослав Святополкович(Святополчич)、ウクライナ語: Ярослав Святополкович。1072年頃 - 1123年）は、キエフ大公スヴャトポルク2世の側室の子である。ヴォルィーニ公（在位：1100年 - 1118年）。

## 生涯
1100年、ヴィティチフ諸公会議(ru)で、ヴォルィーニ公ダヴィドの領土の剥奪が決まった後に、キエフ大公である父・スヴャトポルクの代官（ナメストニク）として、ヴォルィーニに赴任した。
1102年に、ヤロスラフがノヴゴロド公へ移り、ウラジーミル・モノマフの長男のムスチスラフ（当時ノヴゴロド公）をヴォルィーニ公とするという協定を、ウラジーミル・モノマフと結んだ。しかしノヴゴロドの人々が、これに難色を示したため、ヤロスラフがノヴゴロド公となることはなかった。
1112年、ウラジーミル・モノマフの長男・ムスチスラフの娘と結婚した。また1113年、父スヴャトポルクが死に、モノマフがキエフ大公となったことによって、ヤロスラフは引き続き4年間、ヴォルィーニを統治した。しかし1117年にモノマフが、ムスチスラフをキエフ近郊のベルゴロドへと移すと、ヤロスラフは妻をムスチスラフの元へ送り返し、戦いの準備を始めた。歴史家はこれを、ヤロスラフが、自分のキエフ大公位継承権がおびやかされているとみなしたからだと推測している。1118年、モノマフはロスチスラフ一門(ru)と連携し、ヤロスラフをウラジーミル・ヴォリンスキー（ヴォルィーニ公国の首都）から追放した。ヴォルィーニ公にはモノマフの子のロマンが置かれた。1119年にロマンが死去すると、モノマフの別の子のアンドレイが継いだ。
ヤロスラフは、ハンガリー王国・ポーランド王国軍の援助を得て、ヴォルィーニの所有権の奪還を試みたが、ロスチスラフ一門に破れ、失敗に終わった。1123年、ウラジーミル・ヴォリンスキーの近郊で死去した。

## 妻子
妻
- 一人目の妻：ハンガリー王ラースロー1世の娘。1091年婚。
- 二人目の妻（ユディタ? マリヤ?）：ポーランド公ヴワディスワフ1世の娘。1106年婚。
- 三人目の妻：キエフ大公ムスチスラフ1世（結婚当時はノヴゴロド公）の娘ログネダ。1112年婚。1117年 - 1118年のうちに離婚。

子
- ヴャチェスラフ(ru) - クレツク公。
- ユーリー - トゥーロフ公。
- ソフィヤ - ミンスク公ロスチスラフと結婚。
- プリブィスラヴァ(ru)[注 2] - 1136年頃、ポメラニア公ラティボル1世と結婚。

（公座の置かれた都市についてはクレツク・トゥーロフ・ミンスクを参照。）